# Aldous Huxley
Aldous Leonard Huxley (ur. 26 lipca 1894 w Godalming, zm. 22 listopada 1963 w Los Angeles) – angielski powieściopisarz, filozof, nowelista, eseista, poeta.

## Życiorys

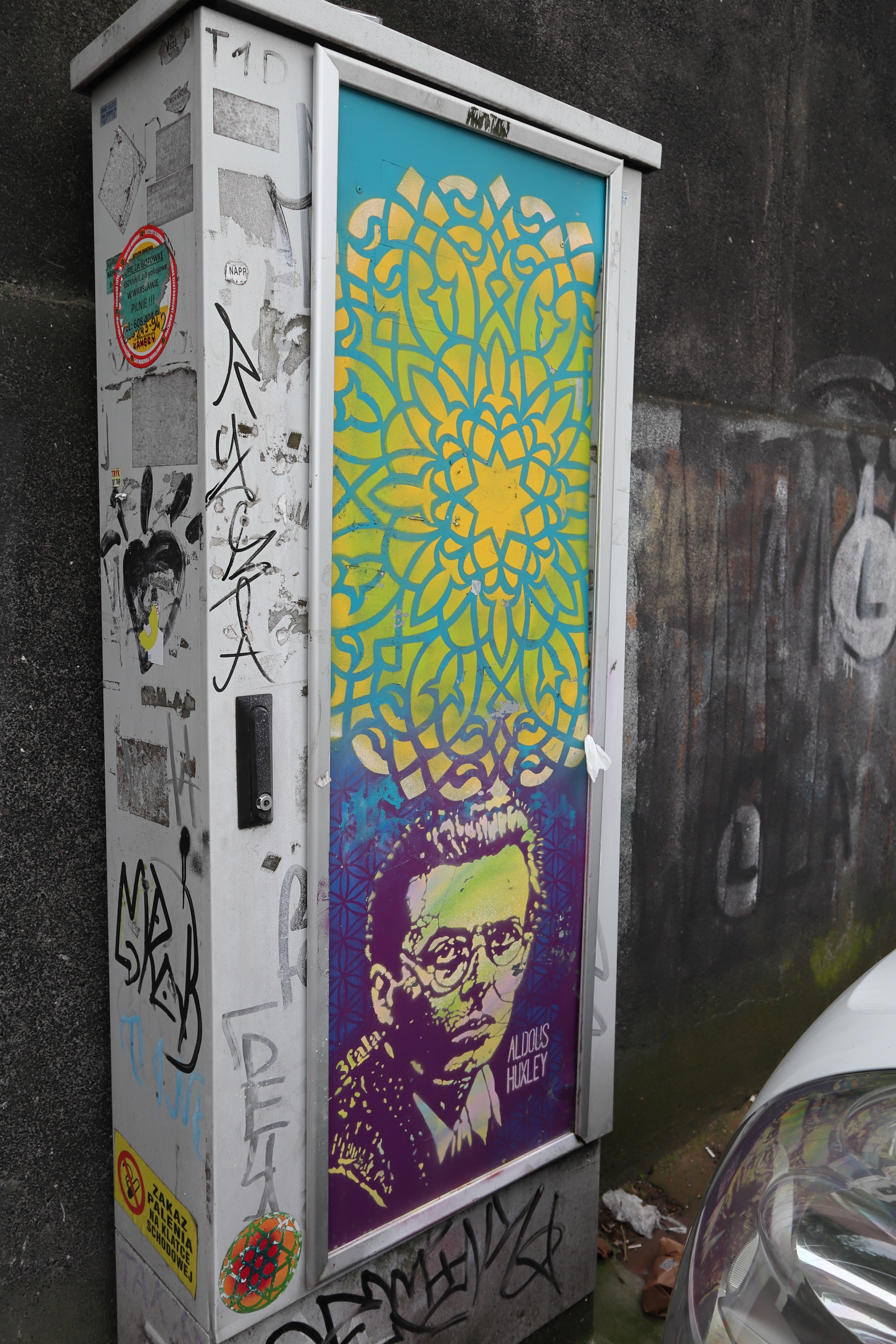
Mural z wizerunkiem Aldousa Huxleya przy ulicy Dzielnej 17 w Warszawie

Jego ojcem był Leonard Huxley, pisarz i wydawca, a dziadkiem Thomas Huxley, znany biolog i eseista. Matka zmarła w 1908 roku, kiedy Huxley miał 13 lat. Wstępną edukację odbył w domu rodzinnym, a następnie w ekskluzywnej szkole średniej Eton College. Studiował literaturę w Oksfordzie. W roku 1911 przerwał naukę z powodu zagrożenia ślepotą, a nawet nauczył się alfabetu Braille’a. Po dwóch latach mógł kontynuować studia w Oksfordzie. Także z powodu postępującej ślepoty nie uczestniczył w I wojnie światowej, lecz pracował w administracji państwowej. Po zakończeniu wojny poświęcił się pisarstwu.
W roku 1919 związał się z pismem Athenaeum, a następnie został krytykiem teatralnym w Westminster Gazzette. W latach 20. XX wieku wiele podróżował, przez 7 lat mieszkał we Włoszech (1923–1930), potem na południu Francji, w Ameryce Środkowej, w końcu w roku 1937 osiadł w Kalifornii.
Początkowo zajmował się poezją, wydając większą liczbę tomików poetyckich, z czasem jednak jego zainteresowania skierowały się w kierunku prozy. Jego pierwsza powieść wydana w roku 1921 Crome Yellow, została dobrze przyjęta przez krytykę. Kreślił karykaturalny obraz obyczajowy postaci z angielskiej inteligencji ówczesnych czasów, zgromadzonych na letni wypoczynek w wiejskiej posiadłości. Huxley w błyskotliwy i ironiczny sposób uwiecznił swoich gospodarzy z Garsington Manor, gdzie przebywał w czasie wojny.
Był propagatorem użytkowania środków psychoaktywnych, z których dwóm, meskalinie i LSD-25, poświęcił wiele czasu bezpośrednich badań. Z substancjami psychodelicznymi zetknął się podobno po raz pierwszy w Berlinie podczas spotkania z okultystą Aleisterem Crowleyem, który to poczęstował go peyotlem.
Jego śmierć przeszła w świecie bez echa. Stało się tak dlatego, że tego samego dnia w którym umarł – 22 listopada 1963 roku – zamordowano prezydenta Stanów Zjednoczonych, Johna F. Kennedy’ego. W ten sam dzień zmarł także C.S. Lewis. Huxley zmarł w trzy lata po zdiagnozowaniu u niego nowotworu krtani. Tuż przed śmiercią, na jego własne życzenie żona podała mu domięśniowo 200 mikrogramów LSD-25 w dwóch dawkach po 100 µg.
Powieść, która przysporzyła Huxleyowi największej sławy, to dystopia Nowy wspaniały świat. Pod koniec życia napisał, jakby w opozycji do niej, powieść Wyspa, prezentującą świat idealny.
Twórczość Huxleya odzwierciedlała jego sceptycyzm wobec ścieżek rozwoju cywilizacji, a także wyrażała problemy i nastroje panujące w jego pokoleniu.
Największą popularność w filozofii, zwłaszcza wśród naśladowców z nurtu New Age, zdobyło pojęcie filozofii wieczystej opracowane w książce pod tym samym tytułem.
Był agnostykiem i wegetarianinem.

## Dzieła Aldousa Huxleya

### Powieści
- Crome Yellow (1921)
- W cudacznym korowodzie (Antic Hay, 1923)
- Jak suche liście (Those Barren Leaves, 1925)
- Kontrapunkt (Point Counter Point, 1928, w 1932 wydana w Polsce pod tytułem Ostrze na ostrze[10])
- Nowy wspaniały świat (Brave New World, 1932)
- Niewidomy w Ghazie (Eyeless in Ghaza, 1936)
- Po wielu latach (After Many a Summer Dies the Swan, 1939)
- Czas musi stanąć (Time Must Have a Stop, 1944)
- Małpa i Duch (Ape and Essence, 1948)
- Diabły z Loudun (The Devils of Loudun, 1952)
- Geniusz i Bogini (The Genius and the Goddess, 1955)
- Wyspa (Island, 1962)

### Opowiadania
- Otchłań (Limbo, 1920)
- Śmiertelne zwoje (Mortal Coils, 1922)
- Mały Meksykanin i inne opowiadania (Little Mexican, 1924)
- Dwie lub trzy Gracje (Two or Three Graces, 1926)
- Brief Candles (1930)
- The Gioconda Smile (1938)
- Consider the Lilies (1954)
- The Ambassador of Capripedia (1961)

### Eseje
- Eseje stare i nowe (Essays New and Old, 1926)
- Muzyka nocą (Music at Night, 1931)
- Filozofia wieczysta (The Perennial Philosophy, 1945)
- Drzwi percepcji (The Doors of Perception, 1954)
- Niebo i piekło (Heaven and Hell, 1956)
- Nowy wspaniały świat – 30 lat później – Raport rozbieżności (Brave New World Revisited, 1958; w grudniu 1960 wydana w Polsce pod tytułem Nowy wspaniały świat poprawiony[11])

### Poezja
- The Burning Wheel (1916)
- Jonah (1917)
- The Defeat of Youth and Other Poems (1918)
- Leda (1920)

### Dramat
- The World of Light (1931)

## Drzewo genealogiczne
|                           |                           |                           |                           |                           |                           |  |  |                               |                               |                               |                               | Thomas Arnold (1795–1842)     | Thomas Arnold (1795–1842)     | Thomas Arnold (1795–1842) | Thomas Arnold (1795–1842) | Thomas Arnold (1795–1842) | Thomas Arnold (1795–1842) |                        |                        |                        |                        |  |  | George Huxley                   | George Huxley                   | George Huxley                   | George Huxley                   | George Huxley                   | George Huxley                   |  |  |                            |                            |                            |                            |                            |                            |  |  |                                |                                |                                |                                |                                |                                |  |  |  |  |  |  |  |  |  |  |  |  |
|                           |                           |                           |                           |                           |                           |  |  |                               |                               |                               |                               | Thomas Arnold (1795–1842)     | Thomas Arnold (1795–1842)     | Thomas Arnold (1795–1842) | Thomas Arnold (1795–1842) | Thomas Arnold (1795–1842) | Thomas Arnold (1795–1842) |                        |                        |                        |                        |  |  | George Huxley                   | George Huxley                   | George Huxley                   | George Huxley                   | George Huxley                   | George Huxley                   |  |  |                            |                            |                            |                            |                            |                            |  |  |                                |                                |                                |                                |                                |                                |  |  |  |  |  |  |  |  |  |  |  |  |
|                           |                           |                           |                           |                           |                           |  |  |                               |                               |                               |                               |                               |                               |                           |                           |                           |                           |                        |                        |                        |                        |  |  |                                 |                                 |                                 |                                 |                                 |                                 |  |  |                            |                            |                            |                            |                            |                            |  |  |                                |                                |                                |                                |                                |                                |  |  |  |  |  |  |  |  |  |  |  |  |
|                           |                           |                           |                           |                           |                           |  |  | Matthew Arnold (1822–1888)    | Matthew Arnold (1822–1888)    | Matthew Arnold (1822–1888)    | Matthew Arnold (1822–1888)    | Matthew Arnold (1822–1888)    | Matthew Arnold (1822–1888)    |                           |                           | Tom Arnold (1823–1900)    | Tom Arnold (1823–1900)    | Tom Arnold (1823–1900) | Tom Arnold (1823–1900) | Tom Arnold (1823–1900) | Tom Arnold (1823–1900) |  |  | Thomas Henry Huxley (1825–1895) | Thomas Henry Huxley (1825–1895) | Thomas Henry Huxley (1825–1895) | Thomas Henry Huxley (1825–1895) | Thomas Henry Huxley (1825–1895) | Thomas Henry Huxley (1825–1895) |  |  |                            |                            |                            |                            |                            |                            |  |  | Anna Heathorn (1825–1915)      | Anna Heathorn (1825–1915)      | Anna Heathorn (1825–1915)      | Anna Heathorn (1825–1915)      | Anna Heathorn (1825–1915)      | Anna Heathorn (1825–1915)      |  |  |  |  |  |  |  |  |  |  |  |  |
|                           |                           |                           |                           |                           |                           |  |  | Matthew Arnold (1822–1888)    | Matthew Arnold (1822–1888)    | Matthew Arnold (1822–1888)    | Matthew Arnold (1822–1888)    | Matthew Arnold (1822–1888)    | Matthew Arnold (1822–1888)    |                           |                           | Tom Arnold (1823–1900)    | Tom Arnold (1823–1900)    | Tom Arnold (1823–1900) | Tom Arnold (1823–1900) | Tom Arnold (1823–1900) | Tom Arnold (1823–1900) |  |  | Thomas Henry Huxley (1825–1895) | Thomas Henry Huxley (1825–1895) | Thomas Henry Huxley (1825–1895) | Thomas Henry Huxley (1825–1895) | Thomas Henry Huxley (1825–1895) | Thomas Henry Huxley (1825–1895) |  |  |                            |                            |                            |                            |                            |                            |  |  | Anna Heathorn (1825–1915)      | Anna Heathorn (1825–1915)      | Anna Heathorn (1825–1915)      | Anna Heathorn (1825–1915)      | Anna Heathorn (1825–1915)      | Anna Heathorn (1825–1915)      |  |  |  |  |  |  |  |  |  |  |  |  |
|                           |                           |                           |                           |                           |                           |  |  |                               |                               |                               |                               |                               |                               |                           |                           |                           |                           |                        |                        |                        |                        |  |  |                                 |                                 |                                 |                                 |                                 |                                 |  |  |                            |                            |                            |                            |                            |                            |  |  |                                |                                |                                |                                |                                |                                |  |  |  |  |  |  |  |  |  |  |  |  |
|                           |                           |                           |                           |                           |                           |  |  |                               |                               |                               |                               |                               |                               |                           |                           |                           |                           |                        |                        |                        |                        |  |  |                                 |                                 |                                 |                                 |                                 |                                 |  |  |                            |                            |                            |                            |                            |                            |  |  |                                |                                |                                |                                |                                |                                |  |  |  |  |  |  |  |  |  |  |  |  |
|                           |                           |                           |                           |                           |                           |  |  | Mary Augusta Ward (1851–1920) | Mary Augusta Ward (1851–1920) | Mary Augusta Ward (1851–1920) | Mary Augusta Ward (1851–1920) | Mary Augusta Ward (1851–1920) | Mary Augusta Ward (1851–1920) |                           |                           |                           |                           |                        |                        |                        |                        |  |  | (1) Julia Arnold) (1862–1908)   | (1) Julia Arnold) (1862–1908)   | (1) Julia Arnold) (1862–1908)   | (1) Julia Arnold) (1862–1908)   | (1) Julia Arnold) (1862–1908)   | (1) Julia Arnold) (1862–1908)   |  |  | Leonard Huxley (1860–1933) | Leonard Huxley (1860–1933) | Leonard Huxley (1860–1933) | Leonard Huxley (1860–1933) | Leonard Huxley (1860–1933) | Leonard Huxley (1860–1933) |  |  | (2) Rosalind Bruce (1890–1994) | (2) Rosalind Bruce (1890–1994) | (2) Rosalind Bruce (1890–1994) | (2) Rosalind Bruce (1890–1994) | (2) Rosalind Bruce (1890–1994) | (2) Rosalind Bruce (1890–1994) |  |  |  |  |  |  |  |  |  |  |  |  |
|                           |                           |                           |                           |                           |                           |  |  | Mary Augusta Ward (1851–1920) | Mary Augusta Ward (1851–1920) | Mary Augusta Ward (1851–1920) | Mary Augusta Ward (1851–1920) | Mary Augusta Ward (1851–1920) | Mary Augusta Ward (1851–1920) |                           |                           |                           |                           |                        |                        |                        |                        |  |  | (1) Julia Arnold) (1862–1908)   | (1) Julia Arnold) (1862–1908)   | (1) Julia Arnold) (1862–1908)   | (1) Julia Arnold) (1862–1908)   | (1) Julia Arnold) (1862–1908)   | (1) Julia Arnold) (1862–1908)   |  |  | Leonard Huxley (1860–1933) | Leonard Huxley (1860–1933) | Leonard Huxley (1860–1933) | Leonard Huxley (1860–1933) | Leonard Huxley (1860–1933) | Leonard Huxley (1860–1933) |  |  | (2) Rosalind Bruce (1890–1994) | (2) Rosalind Bruce (1890–1994) | (2) Rosalind Bruce (1890–1994) | (2) Rosalind Bruce (1890–1994) | (2) Rosalind Bruce (1890–1994) | (2) Rosalind Bruce (1890–1994) |  |  |  |  |  |  |  |  |  |  |  |  |
|                           |                           |                           |                           |                           |                           |  |  |                               |                               |                               |                               |                               |                               |                           |                           |                           |                           |                        |                        |                        |                        |  |  |                                 |                                 |                                 |                                 |                                 |                                 |  |  |                            |                            |                            |                            |                            |                            |  |  |                                |                                |                                |                                |                                |                                |  |  |  |  |  |  |  |  |  |  |  |  |
|                           |                           |                           |                           |                           |                           |  |  |                               |                               |                               |                               |                               |                               |                           |                           |                           |                           |                        |                        |                        |                        |  |  |                                 |                                 |                                 |                                 |                                 |                                 |  |  |                            |                            |                            |                            |                            |                            |  |  |                                |                                |                                |                                |                                |                                |  |  |  |  |  |  |  |  |  |  |  |  |
| Julian Huxley (1887–1975) | Julian Huxley (1887–1975) | Julian Huxley (1887–1975) | Julian Huxley (1887–1975) | Julian Huxley (1887–1975) | Julian Huxley (1887–1975) |  |  | Trevelyan (1891–1914)         | Trevelyan (1891–1914)         | Trevelyan (1891–1914)         | Trevelyan (1891–1914)         | Trevelyan (1891–1914)         | Trevelyan (1891–1914)         |                           |                           | (1) Maria ( –1955)        | (1) Maria ( –1955)        | (1) Maria ( –1955)     | (1) Maria ( –1955)     | (1) Maria ( –1955)     | (1) Maria ( –1955)     |  |  | Aldous Huxley (1894–1963)       | Aldous Huxley (1894–1963)       | Aldous Huxley (1894–1963)       | Aldous Huxley (1894–1963)       | Aldous Huxley (1894–1963)       | Aldous Huxley (1894–1963)       |  |  | (2) Laura Archera          | (2) Laura Archera          | (2) Laura Archera          | (2) Laura Archera          | (2) Laura Archera          | (2) Laura Archera          |  |  | Andrew Huxley (1917–2012)      | Andrew Huxley (1917–2012)      | Andrew Huxley (1917–2012)      | Andrew Huxley (1917–2012)      | Andrew Huxley (1917–2012)      | Andrew Huxley (1917–2012)      |  |  |  |  |  |  |  |  |  |  |  |  |
| Julian Huxley (1887–1975) | Julian Huxley (1887–1975) | Julian Huxley (1887–1975) | Julian Huxley (1887–1975) | Julian Huxley (1887–1975) | Julian Huxley (1887–1975) |  |  | Trevelyan (1891–1914)         | Trevelyan (1891–1914)         | Trevelyan (1891–1914)         | Trevelyan (1891–1914)         | Trevelyan (1891–1914)         | Trevelyan (1891–1914)         |                           |                           | (1) Maria ( –1955)        | (1) Maria ( –1955)        | (1) Maria ( –1955)     | (1) Maria ( –1955)     | (1) Maria ( –1955)     | (1) Maria ( –1955)     |  |  | Aldous Huxley (1894–1963)       | Aldous Huxley (1894–1963)       | Aldous Huxley (1894–1963)       | Aldous Huxley (1894–1963)       | Aldous Huxley (1894–1963)       | Aldous Huxley (1894–1963)       |  |  | (2) Laura Archera          | (2) Laura Archera          | (2) Laura Archera          | (2) Laura Archera          | (2) Laura Archera          | (2) Laura Archera          |  |  | Andrew Huxley (1917–2012)      | Andrew Huxley (1917–2012)      | Andrew Huxley (1917–2012)      | Andrew Huxley (1917–2012)      | Andrew Huxley (1917–2012)      | Andrew Huxley (1917–2012)      |  |  |  |  |  |  |  |  |  |  |  |  |